# Plan de bout
 (juillet 2025).
En Géométrie descriptive ou en perspective un plan de bout est un plan perpendiculaire au plan de front.

## Propriétés
Sa trace sur le plan horizontal est une droite perpendiculaire à l'axe visuel.
Le plan horizontal est un cas particulier de plan de bout.